# Нюрба (аеропорт)
«Нюрба» — регіональний аеропорт міста Нюрба в Якутії. Забезпечує регулярне авіасполучення Нюрбинського улусу з Якутськом і чартерне сполучення з Іркутськом.

## Прийнятні типиПС[1]
Ан-2, Ан-3, Ан-12, Ан-24, Ан-26, Ан-30, Ан-32, Ан-72, Ан-74, Як-40, Л-410 та ін. типи ВС 3-4 класу, вертольоти всіх типів.

## Показники діяльності
| рік            | 2014 | 2015 | 2016 | 2017 |
| тис. пасажирів | 20,8 | 21,2 | 20,1 | 20,5 |
| Джерела:       |      |      |      |      |

## Маршрутна мережа
| Авіакомпанія      | Пункт призначення |
| ----------------- | ----------------- |
| Полярні авіалінії | Якутськ           |
| Якутія            | Якутськ           |

1. ↑  Aviapages.ru Аэропорт Нюрба/Nyurba
2. ↑  Объемы перевозок через аэропорты России за январь-декабрь 2014-2015 гг (PDF). Росавиация. Архів оригіналу (PDF) за 17 липня 2016. Процитовано 16 січня 2018.
3. ↑  Объемы перевозок через аэропорты России за январь-декабрь 2015-2016 гг (PDF). Росавиация. Архів оригіналу (PDF) за 21 лютого 2017. Процитовано 16 січня 2018.
4. ↑  Объемы перевозок через аэропорты России за январь-декабрь 2016-2017 гг (PDF). Росавиация. Архів оригіналу (PDF) за 22 березня 2019. Процитовано 7 серпня 2019.